# Mubarak Mustafa
Mubarak Mustafa Fazli Noorallah, meglio conosciuto come Mubarak Mustafa (in arabo: مبارك مصطفى; Doha, 30 marzo 1973), è un ex calciatore qatariota, di ruolo attaccante. È noto per i suoi numerosi successi con il club qatariota Al-Arabi, oltre ad essere l'ex capitano della nazionale qatariota. Secondo RSSSF è il secondo miglior marcatore del Qatar, un gol davanti Mohammed Salem Al-Enazi e dietro a Sebastián Soria..
È una delle figure più importanti nella storia del calcio del Qatar ed è stato parte integrante di una delle migliori squadre del Qatar nei primi anni '90 insieme a Khalid Salman, Mahmoud Soufi e Adel Khamis.

## Caratteristiche tecniche
Il suo ruolo principale è la punta centrale, ma può giocare anche come ala destra e ala sinistra.

## Carriera

### Giocatore

#### Club
È stato notato da un talent scout mentre giocava in un campionato scolastico nazionale in tenera età. Accettò l'offerta per giocare nelle juniores dell'Al-Arabi, dove si distinse immediatamente da i suoi compagni.
Nel 1990, Mubarak viene aggregato in prima squadra con successo, anche se inizialmente era difficile ottenere una posizione di partenza nella squadra. Alla fine si è guadagnato un posto fisso nella squadra dopo aver messo in mostra le sue abilità di segnare gol, assicurando il posto di Al-Arabi come migliore squadra del Qatar al momenta. Raggiunse l'apice della sua carriera nel 1994, quando guidò la squadra dei sogni nella finale della AFC Champions League del 1994, perdendo infine contro la Thai Farmers Bank con un punteggio di 1-0. Nel corso della campagna Champions League, sono diventati la seconda squadra del Qatar a raggiungere la fase finale della AFC Champions League, battuti dall'Al-Sadd.
Mustafa è anche l'unico giocatore nella storia del Qatar a vincere l'Arabia Golden Boot e il premio come miglior giocatore dell'Arabia Saudita. È stato anche capocannoniere della Qatar Stars League tre volte: il primo è stato nella stagione 1991-1992, il secondo nella stagione 1992-1993 e la terza volta nella stagione 1996-1997.
Le sue imprese lo hanno riconosciuto internazionalmente, rappresentando l'XI asiatico, in una partita del 1999 contro la nazionale thailandese persa per 4-1, segnando l'unico gol della squadra dopo un calcio di rigore al 75' minuto.
Durante il suo periodo di gioco,ha avuto molte offerte per giocare all'esterno, in particolare in Turchia, Kuwait, Arabia Saudita, Emirati Arabi Uniti e un certo numero di club in Bahrein. Non poteva proseguire nessuno di loro visto che il suo club, Al-Arabi, si rifiutava di lasciarlo giocare professionalmente.
In una mossa che ha scioccato molti fan, Mustafa ha lasciato l'Al-Arabi nel 2003 per unirsi nell'Al-Khor dopo una serie di stagioni deludenti per l'Al-Arabi, a causa di dispute personali con alcuni funzionari e giocatori del club. Mustafa ha portato l'Al-Khor al loro primo importante trofeo in 46 anni in appena due stagioni dopo che Al-Khor ha battuto l'Al-Gharafa nel 2005 per reclamare la Coppa del Principe della Corona del Qatar per la prima volta nella storia del club.
Il 1º luglio 2004, viene acquistato dall'Al-Gharafa, una delle squadre di maggior successo nella Qatar Stars League. Li ha aiutati a finire secondo in campionato, oltre a raggiungere la finale della Coppa del Principe della Corona del Qatar. Il 1º luglio 2007, all'età di 34 anni, viene annunciato il suo ritiro dal calcio giocato.

#### Nazionale
Mustafa ha iniziato la sua carriera internazionale maggiore all'età di 19 anni, contribuendo a stabilire la nazionale qatariota sulla scena internazionale, rivendicando molti successi nel suo tempo di giocare per la nazionale qatariota, come vincere la Coppa delle Nazioni del Golfo 1992, raggiungendo i quarti di finale del Calcio ai Giochi della XXV Olimpiade, e vincitore della Coppa delle Nazioni arabe del 1998. Ha giocato per il Qatar nelle Qualificazioni al campionato mondiale di calcio 1998, segnando due gol nella fase dei gironi e ottenendo la massima posizione nel proprio gruppo prima di essere eliminato nel round finale.
In una partita del Calcio ai Giochi della XXV Olimpiade, segnando l'unico gol della vittoria per 1-0 contro la nazionale egiziana, registrando la prima vittoria competitiva nella storia del Qatar contro una nazione africana.
Mustafa aveva la reputazione di essere un giocatore leale, non avendo mostrato alcun cartellino rosso nella sua carriera internazionale. In seguito ha vinto World Fair Play Trophy nel 2005. Nel 2004, annuncia il suo ritiro dalla nazionale.

### Allenatore
Dopo essersi ritirato dal calcio giocato, Mustafa è stato nominato direttore del calcio dell'Al-Arabi. Gestisce occasionalmente la prima squadra.
Nel 2009, Mustafa ha ricevuto il premio annuale per i calciatori ideali al Comitato Olimpico Internazionale. In tal modo è il primo qatariota a vincere il premio. Ha espresso la sua profonda felicità per aver ricevuto il premio IOC, che rappresenta un grande onore per lo sport del Qatar in generale e per il Comitato Olimpico Internazionale (QOC) in particolare.
Il 17 ottobre 2011, Mustafa ha giocato una partita in onore del defunto giocatore degli Emirati, Theyab Awana, nella partita di Al-Salmiya e Arab Stars. La partita si è svolta nello stadio Thamir. Mustafa ha segnato due gol iniziali, tuttavia i visitatori hanno pareggiato nella ripresa e alla fine hanno vinto per poco di 7-6.
Il 28 aprile 2012, dopo una stagione infruttuosa per l'Al-Arabi, che li ha visti finire alla pari con la classifica più bassa della lega, ha annunciato che lascerà il club come direttore del calcio alla fine della stagione 2011/2012. Poco dopo, di unì nell'Al-Kass come analista sportivo.

## Palmarès

### Club

#### Competizioni nazionali
- Campionato qatariota: 5

Al-Arabi: 1991, 1993, 1994, 1996, 1997
- Coppa dello Sceicco Jassem: 1

Al-Arabi: 1995
- Coppa del Principe della Corona del Qatar:  2

Al-Arabi: 1997
Al-Khor: 2005
- Emir of Qatar Cup: 1

Al-Arabi: 1993

#### Competizioni internazionali
- AFC Champions League: 1

Al-Arabi: 1994